# Freienhagen (Eichsfeld)
Freienhagen é um município da Alemanha localizado no distrito de Eichsfeld, estado da Turíngia. Pertence ao Verwaltungsgemeinschaft de Hanstein-Rusteberg.